# アメリカン・レスリング・アソシエーション
アメリカン・レスリング・アソシエーション（American Wrestling Association、略称：AWA）は、かつてアメリカ合衆国に存在したプロレス団体。

## 歴史
1960年5月、バーン・ガニアがミネソタ地区のプロモーター達と共にNWAを脱退して設立。ミネアポリスを本拠地に、シカゴ、ミルウォーキー、オマハ、デンバー、カナダのウィニペグなど、アメリカの北部地域を活動領域としていた。形式上はNWA同様にアメリカ各地のプロモーターの連合体であったが、実際には1つの団体であり（ただし、後述のとおり傘下団体を持っていた時期もあった）、実権はプロモーター兼選手のガニアが掌握していた。会長はスタンリー・ブラックバーンらガニア以外の人物が務めていた。
フラッグシップタイトルのAWA世界ヘビー級王座には、NWA脱退前からのNWA世界ヘビー級王者であるパット・オコーナーを、そのまま初代王者として独自に継続的な認定をし、オコーナーをAWAとNWAの統一世界王者としてガニアとの指名試合を勧告。しかし、オコーナーは正式なブッキング要請がないとして対戦を拒否。これにより、8月にAWA世界ヘビー級王座はガニアに移動。以降、ガニアはオーナー兼世界ヘビー級王者として一時代を築いた。また、AWA世界タッグ王座も元々はNWAのミネアポリス地区で認定されたNWA世界タッグ王座（ミネアポリス版）であったがNWA脱退後にタイトルを改め、NWA脱退前からのNWA世界タッグ王者である、スタン・コワルスキー&タイニー・ミルズを、そのまま初代王者として、継続して認定した。
かつてはNWAやWWFと並ぶ全米3大メジャー団体の1つであり、アンドレ・ザ・ジャイアント、ハルク・ホーガン、ロード・ウォリアーズなどが最初のブレイクを果たしたのもAWAのリングだった。WWFがNWAの傘下に入っていた時期は、フラッグシップタイトルのAWA世界ヘビー級王座はNWA世界ヘビー級王座と並ぶ2大世界王座とされたこともあった。
また、ガニアがレスリングのオリンピック代表からの転進だったこともあり、レスリング（バロン・フォン・ラシク、ラーズ・アンダーソン、クリス・テイラー、ブラッド・レイガンズ）や重量挙げ（ケン・パテラ）などのオリンピック代表または代表候補の選手を積極的にスカウトし、AWAでデビューさせている。
1970年代からはプロレスラー養成所「ガニア・キャンプ」を開設。団体内に自前のジムを持つことは当時のアメリカでは珍しい事例であり、トレーナーはガニアに加えてビル・ロビンソンやコシロ・バジリを起用して、新人選手を育成していた。ガニア・キャンプ出身者にはリック・フレアー、リッキー・スティムボート、サージェント・スローターなど、後にNWAやWWFの世界王者になった選手もいる。
他団体ではインディアナ州インディアナポリスのWWA、テネシー州メンフィスのCWA、テキサスのサンアントニオ地区、カナダのモントリオール地区やカルガリー地区（スタンピード・レスリング）とも提携。1982年からはソルトレイクシティやサンフランシスコに進出するなど勢力を拡大していた。
しかし、1984年から開始されたWWFの全米制圧における最初のターゲットとなり、ホーガンをはじめとする主力選手やスタッフ（ブッカーのブラックジャック・ランザ、アナウンサーのジーン・オーカーランド、マネージャーのボビー・ヒーナンなど）を次々と引き抜かれたため、一気に弱体化していく。WWFへの対抗手段として、MACWやCWAとの合弁事業組織「プロレスリングUSA」を立ち上げて、各地で合同興行を開催したが、ジム・クロケット・ジュニアとの確執などでNWAとの共同路線も頓挫して、本拠地であるミネアポリスの観客動員も激減。
1991年、活動停止。権利関係は後年になってWWFに買い取られた。そのため、近年ではビデオオンデマンド「WWE 24/7」にてAWAの試合も放送されている。

## 日本との関係
日本の団体とはNWAが日本プロレスと業務提携を結んでいたため、その対抗策として1970年に国際プロレスと業務提携を結んだ。AWA世界ヘビー級王者のバーン・ガニアをはじめ、AWA世界タッグ王者のマッドドッグ・バション&ブッチャー・バションやニック・ボックウィンクル&レイ・スティーブンス、初来日の「まだ見ぬ強豪」だったダスティ・ローデスやワフー・マクダニエルなどのスター選手が続々と国際プロレスに来日している。その一方で、ビル・ロビンソンやモンスター・ロシモフなど、国際プロレスに参戦していたヨーロッパ出身選手がAWAに登場して、彼らのアメリカ進出の契機ともなった。しかし、団体のエースだったストロング小林の離脱やTBSのテレビ放送打ち切りなどで経営が悪化した国際プロレスは、高額なブッキング料が必要とされるAWAとの提携を1975年に解消。カルガリーに居住していた大剛鉄之助をブッカーに、カナダを外国人選手の新しい招聘ルートとした。
以降、AWAは全日本プロレスと提携を開始したが、もともと全日本プロレスは国際プロレスと友好的な関係にあったこともあり、1979年から1980年にかけては、AWA世界ヘビー級王者ボックウィンクルが国際プロレスに再登場し、ラッシャー木村や大木金太郎を相手に防衛戦を行った。ガニアも、この時期に国際プロレスに再登場しており、国際プロレスの看板タイトルであるIWA世界ヘビー級王座をガニアが1度奪取しているのは提携期ではなく、この頃のことである。1981年の国際プロレス崩壊後、日本での提携先を全日本プロレスに絞り、1984年にはジャンボ鶴田が日本人初のAWA世界ヘビー級王者となっている。活動末期の1980年代末からは、マサ斎藤の仲介で新日本プロレスとも関係を持つようになった（かつて斎藤はAWAでヒールとして活躍していた。なお、鶴田も斎藤もガニア同様にレスリングのオリンピック代表から転進した選手である）。女子団体では1980年代後半にジャパン女子プロレスと接点を持ち、AWA世界女子王者のシェリー・マーテルが来日して防衛戦を行っている。

## タイトル
- AWA世界ヘビー級王座

日本人選手ではジャンボ鶴田やマサ斎藤が王者になっている。
- AWA世界ジュニアヘビー級王座

ダニー・ホッジ一代限りで封印された。
- AWA世界ライトヘビー級王座

かつてはバック・ズモフらが保持していた。後年にジミー・バックランドがFMWに持ち込み、日本に定着してテコンドーの李珏秀（リー・ガク・スー）やキックボクシングの上田勝次が王者になったこともある。1993年にFMWが独自のジュニアヘビー級王座の創設に伴い、自然消滅している。
- AWA世界タッグ王座

NWA世界タッグ王座（ミネアポリス版）を前身とするタイトル。日本でも歴代の王者によって防衛戦が行われていた。
- AWA世界女子王座

シェリー・マーテルが日本でジャッキー佐藤や神取忍を相手に防衛戦を行っている。
- AWA大英帝国ヘビー級王座

1975年に英国出身のビル・ロビンソンを王者として認定したタイトル。英連邦のカナダで単発的に防衛戦が行われていた。
- AWAアメリカス・ヘビー級王座

1985年に愛国軍人ギミックのサージェント・スローターのために創設したタイトル。
- AWA中西部ヘビー級王座
- AWA中西部タッグ王座
- AWA南部ヘビー級王座

テネシー州メンフィスの提携団体「CWA」のタイトル。もともとはNWAが認定していた。
- AWA南部タッグ王座

同じくCWAのタイトル。1981年にアメリカ武者修行中の大仁田厚&渕正信が王者になっている。
- AWA南部女子王座

1988年に長与千種がアメリカ遠征で獲得しているが、防衛戦を行わないまま返上している。
- AWAインターナショナルTV王座

1987年にESPNでの放送用に創設されたタイトル。バーン・ガニアの息子であるグレッグ・ガニアが王者になっている。
- AWA USヘビー王座

NWA USヘビー王座（ミネアポリス版）を前身とするタイトル。
- AWAブラスナックル王座

いわゆるハードコアマッチのタイトル。1981年のクラッシャー・リソワスキーを最後に封印されるが、2005年にニューイングランドのMWFが復活させた。
- CWAインターナショナル・ヘビー級王座（AWAインターナショナル・ヘビー級王座）

1983年にCWAで新設されたタイトル。初代王者はオースチン・アイドル。
- CWAインターナショナル・タッグ王座（AWAインターナショナル・タッグ王座）

1986年に佐藤昭雄&ターザン後藤が王者になっている。

## バーン・ガニア時代の参戦選手
- バーン・ガニア
- ニック・ボックウィンクル
- ディック・ザ・ブルーザー
- クラッシャー・リソワスキー
- マッドドッグ・バション
- ブッチャー・バション
- レイ・スティーブンス
- ウイルバー・スナイダー
- ミスターM
- ドクターX
- ラリー・ヘニング
- ハーリー・レイス
- ビル・ロビンソン
- アンドレ・ザ・ジャイアント
- ミツ荒川
- ドクター・モト
- ティム・ウッズ
- デール・ルイス
- ダグ・ギルバート
- ディック・スタインボーン
- テキサス・マッケンジー
- レッド・バスチェン
- ビリー・レッド・ライオン
- レジー・パークス
- スタン・プラスキー
- ムース・ショーラック
- ジン・アンダーソン
- ラーズ・アンダーソン
- ロック・ロゴウスキー
- アンジェロ・ポッフォ
- クリス・マルコフ
- アーニー・ラッド
- アール・メイナード
- バディ・ウォルフ
- フランキー・レイン
- ザ・ブラックジャックス（ブラックジャック・マリガン、ブラックジャック・ランザ）
- ボビー・ヒーナン
- ビル・ハワード
- バロン・フォン・ラシク
- コシロ・バジリ
- テキサス・アウトローズ（ダスティ・ローデス、ディック・マードック）
- ワフー・マクダニエル
- スーパースター・ビリー・グラハム
- ケン・パテラ
- リック・フレアー
- ボリス・ブレジニコフ
- クリス・テイラー
- レネ・グレイ
- ジェフ・ポーツ
- ホースト・ホフマン
- イワン・コロフ
- イワン・プトスキー
- ピーター・メイビア
- ペドロ・モラレス
- アンジェロ・モスカ
- スーパー・デストロイヤー
- パンピロ・フィルポ
- ジョー・ルダック
- バリアント・ブラザーズ（ジミー・バリアント、ジョニー・バリアント）
- ハイ・フライヤーズ（グレッグ・ガニア、ジム・ブランゼル）
- ボビー・ダンカン
- パット・パターソン
- ルーファス・ジョーンズ
- ボブ・バックランド
- ボブ・オートン・ジュニア
- スタン・ハンセン
- ロード・アル・ヘイズ
- スーパー・デストロイヤーズ（スーパー・デストロイヤー・マークII、スーパー・デストロイヤー・マークIII）
- スパイク・ヒューバー
- スティーブ・オルソノスキー
- ポール・エラリング
- バック・ズモフ
- ディノ・ブラボー
- アドリアン・アドニス
- ジェシー・ベンチュラ
- クラッシャー・ブラックウェル
- ビッグ・ジョン・スタッド
- ティト・サンタナ
- ハルク・ホーガン
- カート・ヘニング
- スティーブ・リーガル
- ジミー・ガービン
- ブラッド・レイガンズ
- ビル・ホワイト
- シーク・アドナン・アル＝ケイシー
- アブドーラ・ザ・ブッチャー
- ジェリー・ローラー
- オットー・ワンツ
- デビッド・シュルツ
- ミスター・サイトー
- サージェント・スローター
- マスクド・スーパースター
- キング・トンガ
- リック・マーテル
- トニー・アトラス
- ロード・ウォリアーズ（ロード・ウォリアー・ホーク、ロード・ウォリアー・アニマル）
- ファビュラス・フリーバーズ（マイケル・ヘイズ、テリー・ゴディ、バディ・ロバーツ）
- ロング・ライダーズ（スコット・アーウィン、ビル・アーウィン）
- ラリー・ズビスコ
- ジミー・スヌーカ
- ブルーザー・ブロディ
- ノード・ザ・バーバリアン
- ボリス・ズーコフ
- モンゴリアン・ストンパー
- レオン・ホワイト
- スコット・ホール
- カーネル・デビアーズ
- アレックス・スミルノフ
- バディ・ローズ
- ダグ・サマーズ
- ミッドナイト・ロッカーズ（マーティ・ジャネッティ、ショーン・マイケルズ）
- ミッドナイト・エクスプレス（デニス・コンドリー、ランディ・ローズ）
- シェリー・マーテル
- メデューサ・ミセリー
- ケリー・キニスキー
- ニック・キニスキー
- ケビン・ケリー
- ディック・スレーター
- マイク・ジョージ
- マニー・フェルナンデス
- ニキタ・コロフ
- タリー・ブランチャード
- バッド・カンパニー（ポール・ダイヤモンド、パット・タナカ）
- ナスティ・ボーイズ（ブライアン・ノッブス、ジェリー・サッグス）
- デストラクション・クルー（ウェイン・ブルーム、マイク・イーノス）
- ザ・トルーパー
- トム・ジンク
- ダイヤモンド・ダラス・ペイジ
- コキーナ・マキシマス